# Gerhard Knorz
Gerhard Knorz (* 21. Juni 1951; † 16. März 2015) war ein deutscher Informationswissenschaftler.

## Leben
Gerhard Knorz studierte Informatik an der TH Darmstadt. 1983 wurde er mit der Arbeit „Automatische Indexierung“ zum Dr.-Ing. promoviert. Er war von 1986 bis 2014 als Professor für Informationswissenschaften an der Hochschule Darmstadt (hda) tätig. Von 2002 bis 2010 war er Vizepräsident der hda. Er war wesentlich am Aufbau des Gesamtstudienprogrammes der Informationswissenschaften beteiligt und langjähriger Dekan des Fachbereichs Information und Dokumentation. Sein Schwerpunkt waren die Dokumentationssprachen. Er hatte Gast-/Vertretungsprofessuren für Computerlinguistik an der Universität Konstanz (1985), Datenbanken an der TH/TU Darmstadt (1989/90) und Information Retrieval an der TH/TU Darmstadt (1992) inne. 
Er galt als einer der Gründerpersönlichkeiten der deutschsprachigen Informationswissenschaft. Er war langjähriges Vorstandsmitglied des Hochschulverband Informationswissenschaft und Mitglied des wissenschaftlichen Beirats für die Schriftenreihe.
Knorz war langjähriger Herausgeber (1985–90 und 1993–2000) des LDV-Forum, der Zeitschrift der Gesellschaft für Linguistische Datenverarbeitung (GLDV), der heutigen Gesellschaft für Sprachtechnologie und Computerlinguistik (GSCL).
Knorz litt seit 2008 an Amyotropher Lateralsklerose (ALS) und starb an den Folgen der Erkrankung.